# Aeroporto di Bobo-Dioulasso
L'aeroporto di Bobo-Dioulasso (in francese Aéroport de Bobo-Dioulasso) è un aeroporto che serve Bobo-Dioulasso, la seconda città del Burkina Faso.